# القصر الرئاسي الفلسطيني (بيت لحم)
القصر الرئاسي الفلسطيني ببيت لحم هو قصر رئاسي لدولة فلسطين مُخصص لاستقبال كبار الشخصيات الرسمية، يقع في مدينة بيت لحم، وفيه يستقبل الرئيس الفلسطيني الشخصيات الرسمية الزائرة لفلسطين والتي تزور تحديدًا بيت لحم وكنيسة المهد، بدلًا من أن تُستقبل هذه الشخصيات في مقر الرئاسة الفلسطينية برام الله.

## تاريخ
جرى إنشاء القصر الرئاسي الفلسطيني في مدينة بيت لحم بالضفة الغربية؛ ليستقبل الرئيس الفلسطيني فيه الشخصيات الرسمية الزائرة لفلسطين، والتي تزور فقط بالتحديد بيت لحم وكنيسة المهد، بدلًا من أن يتم استقبال هذه الشخصيات في مقر الرئاسة الفلسطيني برام الله.

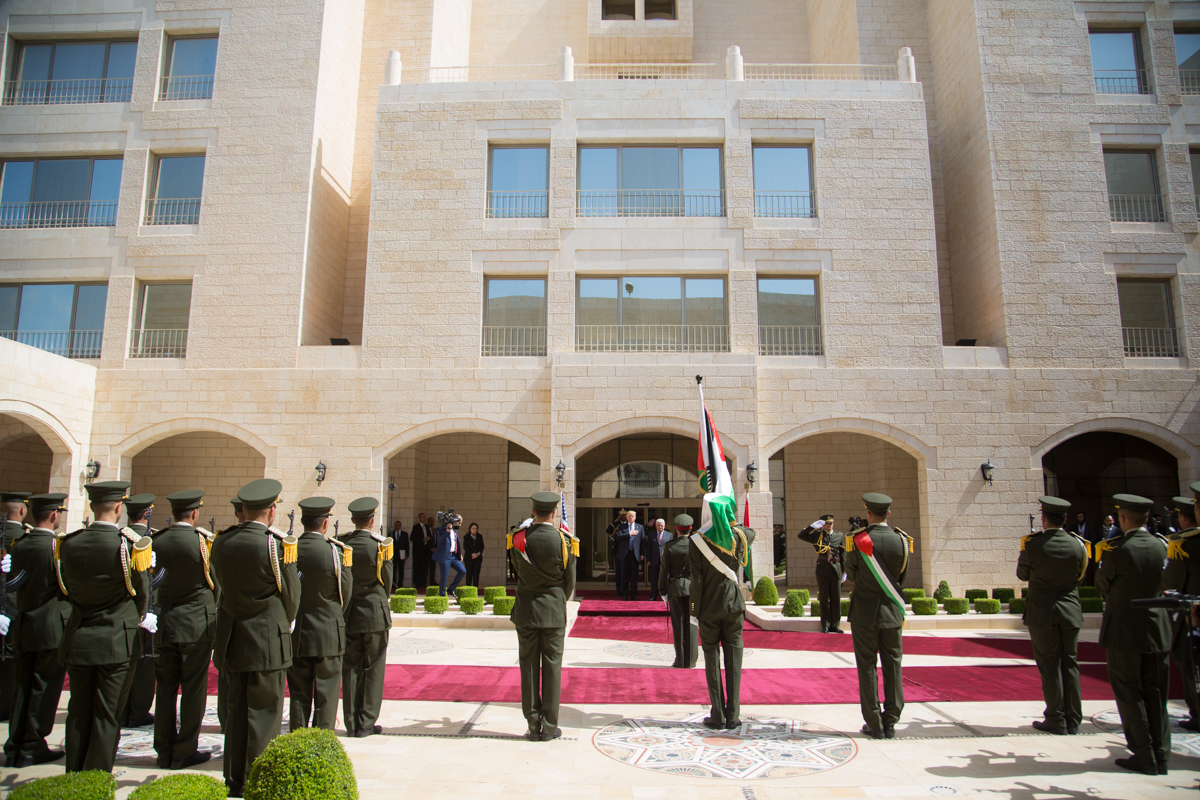
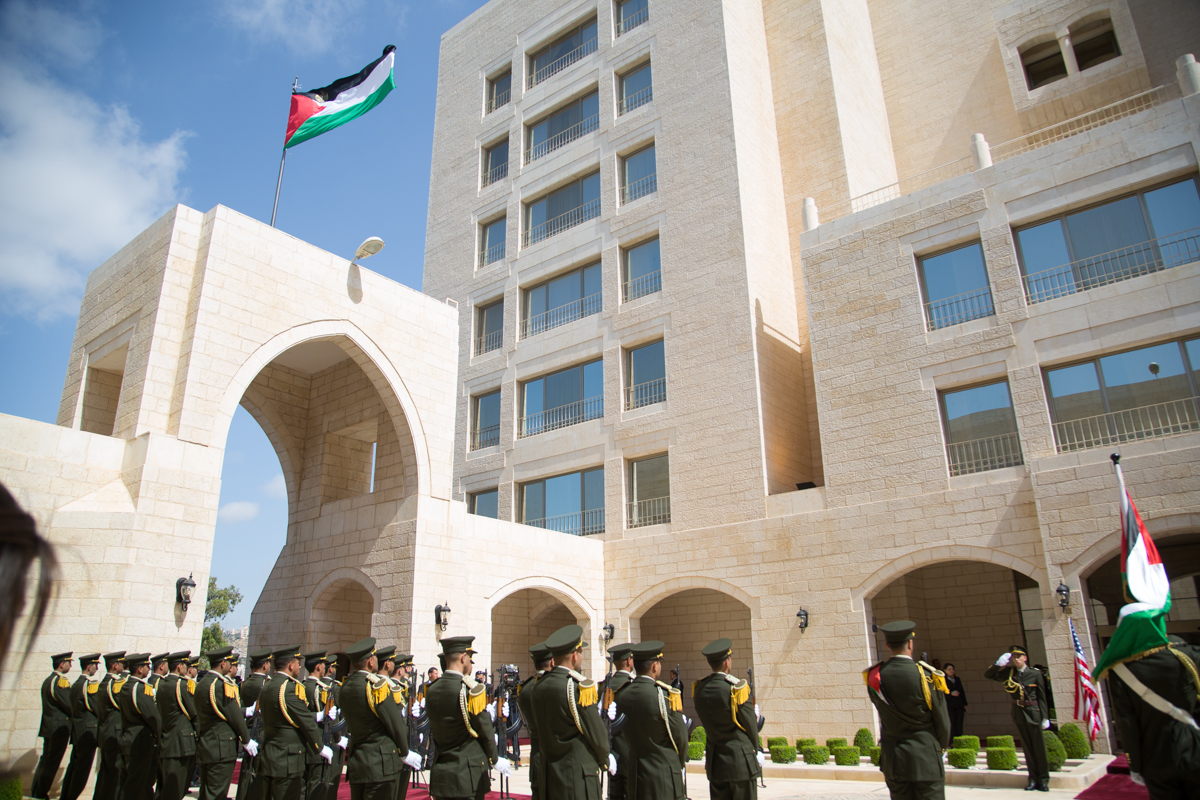

## شخصيات اُستقبِلت بالقصر
جرى في القصر الرئاسي الفلسطيني ببيت لحم استقبال عدد كبير من شخصيات العالم، كان منهم:
- البابا بندكت السادس عشر، في 13 مايو 2009.[1]

- وزير الخارجية الأردني ناصر جودة، في 24 ديسمبر 2011.[2]

- الرئيس الروسي فلاديمير بوتين، في 26 يونيو 2012.[3]

- رئيس الوزراء البريطاني ديفيد كاميرون، في 13 مارس 2014.[4]

- البابا فرنسيس، في 25 مايو 2014.[5]

- الرئيس الإيطالي سيرجيو ماتاريلا، في 1 نوفمبر 2016.[6]

- الرئيس الأمريكي دونالد ترامب، في 23 مايو 2017.[7]

- الرئيس الروسي فلاديمير بوتين، في 23 يناير 2020.[8]

- ولي العهد البريطاني الأمير تشارلز، في 24 يناير 2020.[9]

- الرئيس الأرميني أرمين سركيسيان، في 24 يناير 2020.[10]

- وزير الداخلية الأردني مازن الفراية، في 24 ديسمبر 2021.[11]

- الرئيس الأمريكي جو بايدن، في 15 يوليو 2022.[12]

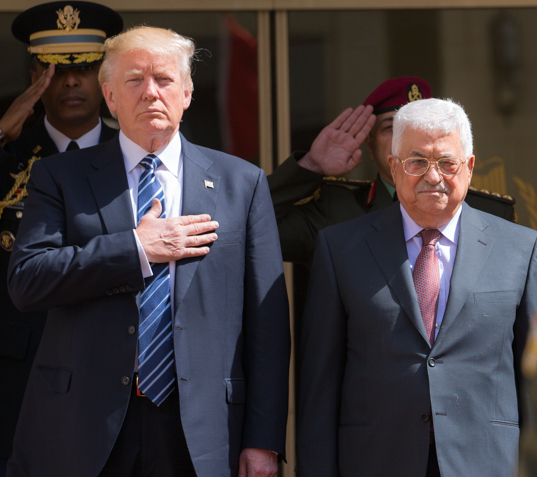
الرئيس الفلسطيني محمود عباس مستقبلًا الرئيس الأمريكي دونالد ترامب في القصر (2017)
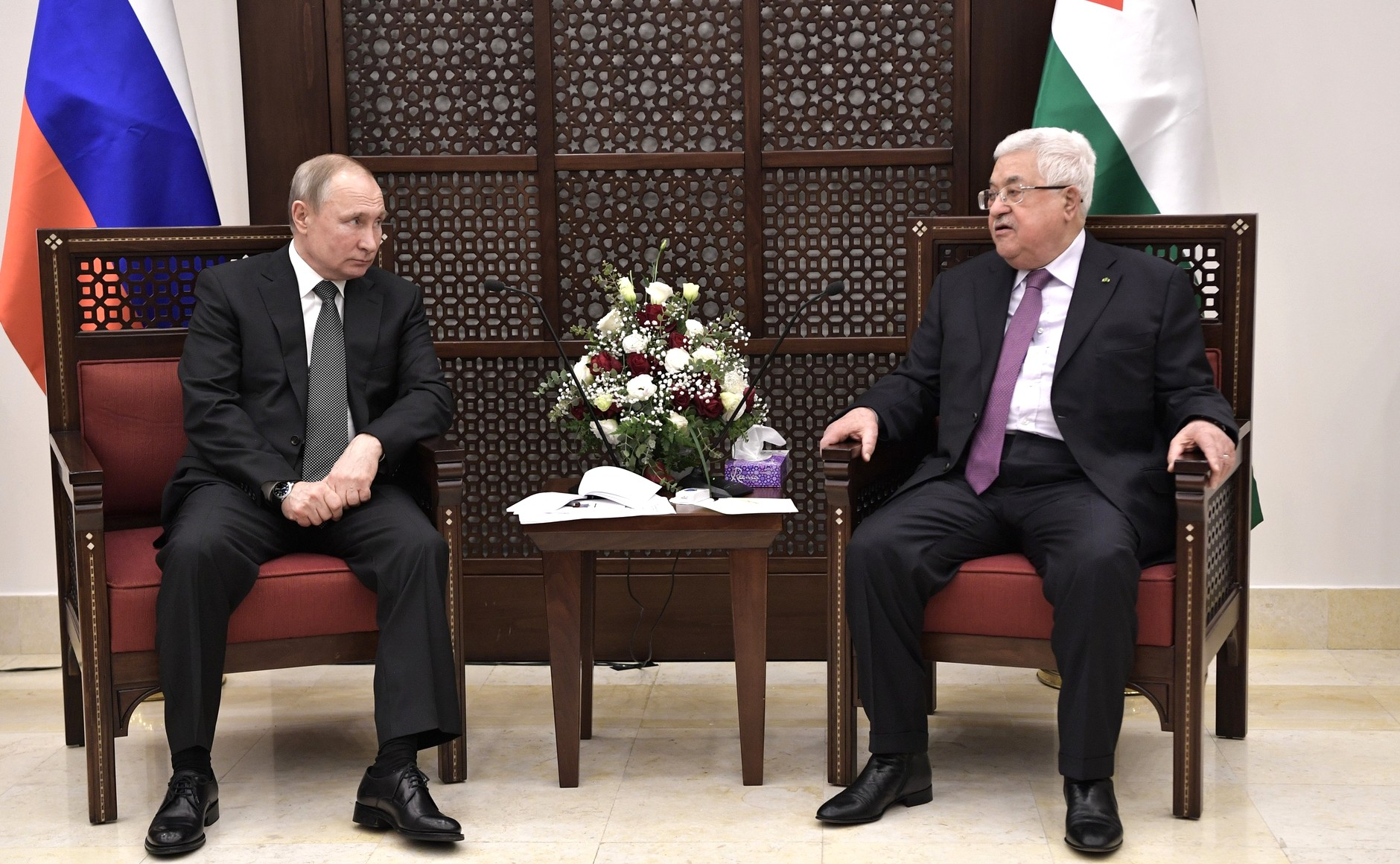
الرئيس الفلسطيني محمود عباس في القصر مع الرئيس الروسي فلاديمير بوتين (2020)
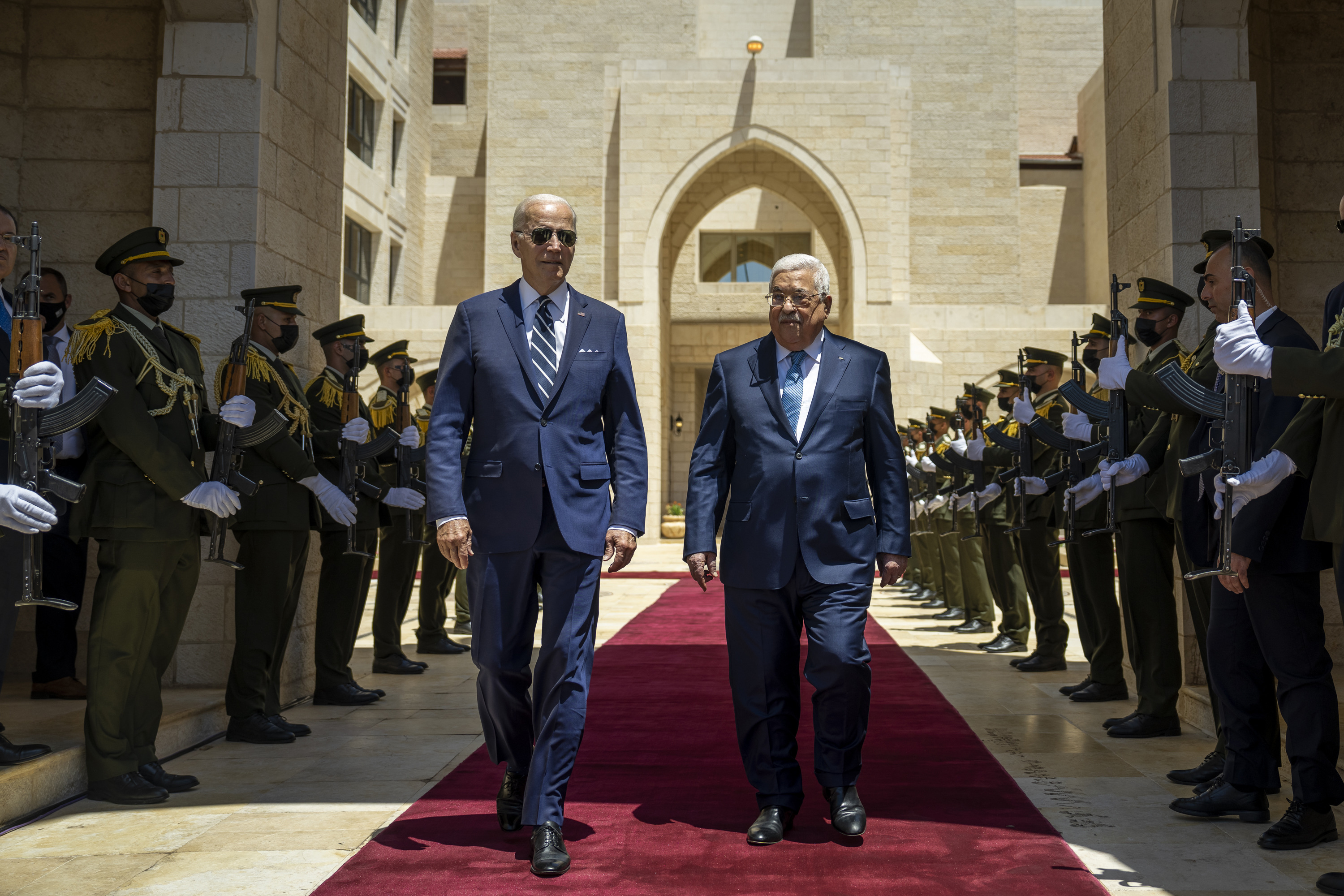
الرئيس الفلسطيني محمود عباس مستقبلًا الرئيس الأمريكي جو بايدن في القصر (15 يوليو 2022)